# Otello Badiali
Otello Badiali (Castel San Pietro Terme, 22 gennaio 1924 – ...) è stato un calciatore e allenatore di calcio italiano, di ruolo attaccante o centrocampista.

## Carriera
Nato nella località termale di Castel San Pietro in provincia di Bologna, viene inserito nei propri organici dall'A.C. Ferrara, squadra sorta dalle ceneri della SPAL, che lo fa esordire in Serie C nel 1942.
Dopo la guerra gioca il suo primo campionato di calcio di Serie A con l'Andrea Doria l'anno prima che si fondesse con la Sampierdarenese per dar vita alla Sampdoria. Curiosamente il suo esordio in Serie A (seppur ufficioso, non essendo il torneo 1945-46 a girone unico) avviene il 21 novembre 1945, proprio nel derby di andata contro la Sampierdarenese, il penultimo della storia, conclusosi per l'Andrea Doria con una sconfitta interna per 0-1.
L'anno successivo è sempre in A alla Fiorentina dove gioca 2 campionati da titolare. Da attaccante Badiali viene arretrato ad interno e a Firenze convince poco, pertanto la squadra viola, che punta al ritorno di Pandolfini, lo dirotta di nuovo a Ferrara dove la squadra locale ha ripreso il nome di SPAL, ed è presieduta dal suo vecchio allenatore Paolo Mazza che conosce molto bene Badiali. Nel 1948-49 in tandem con Frizzi segna 44 reti in Serie B di cui 19 sue personali.
A quel punto Badiali ritorna in Serie A, ceduto a buon prezzo da Mazza al Como dove però non entusiasma, realizzando una sola rete in dieci presenze. Sarà quella, a soli 26 anni, la sua ultima stagione nella massima serie.
Successivamente giocherà tra B e C nel Prato, nel Siracusa, Treviso, nel Brescia, nella Mestrina e nel Fanfulla chiudendo con il calcio a 35 anni nel 1959 una onorata carriera.